# مایه‌فلد
مایه‌فلد (به هلندی: Muyeveld) یک منطقهٔ مسکونی در هلند است که در ویده‌میرن واقع شده‌است. مایه‌فلد ۸۰ نفر جمعیت دارد.